# AN-Mk 44
AN-Mk 44 – amerykańska lotnicza bomba głębinowa wagomiaru 350 funtów. Była stosowana podczas II wojny światowej przez lotnictwo US Navy.